# 삼육부산병원
삼육부산병원은 부산광역시 서구 대티로 170 에 위치한 제칠일안식일예수재림교회 계열 종합병원이다.

## 연혁
- 1951년 3월 15일 부산 부용동에 서울위생병원 부산 분원으로 개설
- 1955년 4월 15일 본관 신축공사 준공. 부산위생병원으로 개칭함.
- 1970년 4월 1일 병원 본관 증축 준공
- 1977년 10월 1일 신관 증축공사 준공
- 1981년 1월 21일 3층 행정부 사무실 준공
- 1981년 9월 21일 종합병원 개설 허가
- 1985년 10월 5일 증축 병동 준공.
- 1999년 12월 22일 신관 신축 준공
- 2005년 10월 2일 본관 리모델링 완료
- 2015년 1월 1일 삼육부산병원으로 병원명 변경
- 2015년 1월 2일 새로운 HI (병원 상징 이미지) 제정
- 2015년 1월 16일 병원 외부벽 리모델링 완공
- 2019년 5월 9일 신관 8층 재활전문센터 증축 완공
- 2019년 6월 20일 신관 9층 증축 완공

## 같이 보기
- 삼육서울병원
- 삼육식품
- 삼육대학교